# Les Chrysanthèmes (film, 1914)
Pour l’article homonyme, voir Les Chrysanthèmes.
Pour plus de détails, voir Fiche technique et Distribution.
Les Chrysanthèmes (Хризантемы, Krizantemy) est un film russe réalisé par Piotr Tchardynine, sorti en 1914,.

## Fiche technique
- Photographie : Boris Zavelev
- Musique : Youriï Bakaleïnikov

## Distribution
- Ivan Mosjoukine